# You Xie
You Xie (謝盛友) (n. 1 octombrie 1958, Hainan, Republica Populară Chineză) este un politician german, candidat la alegerile pentru Parlamentul European din 2019, jurnalist și autor de origine chineză.
În 2010, You Xie a fost selectat printre „Top 100 de intelectuali publici chinezi” de ziarul chinez Southern Weekly. La 20 aprilie 2013, membrii Uniunii Sociale Creștine (CSU) din Bamberg l-au selectat pe Xie în consiliul județean. A obținut 141 din 220 de voturi, cel mai bun rezultat al tuturor membrilor consiliului județean. În 2014, Xie a fost ales în Consiliul Local Bamberg cu cele mai multe voturi dintre toți candidații CSU.
Xie este vicepreședinte al Asociației scriitorilor în limba chineză din Europa și locuiește împreună cu soția sa Shenhua Xie Zhang în Bamberg, unde conduce snack barul China Fan. Este cetățean german din 2010.